# Cleisostoma macrostachyum
Cleisostoma macrostachyum là một loài thực vật có hoa trong họ Lan. Loài này được Teijsm. & Binn. mô tả khoa học đầu tiên năm 1866.